# Magdeburger Roland

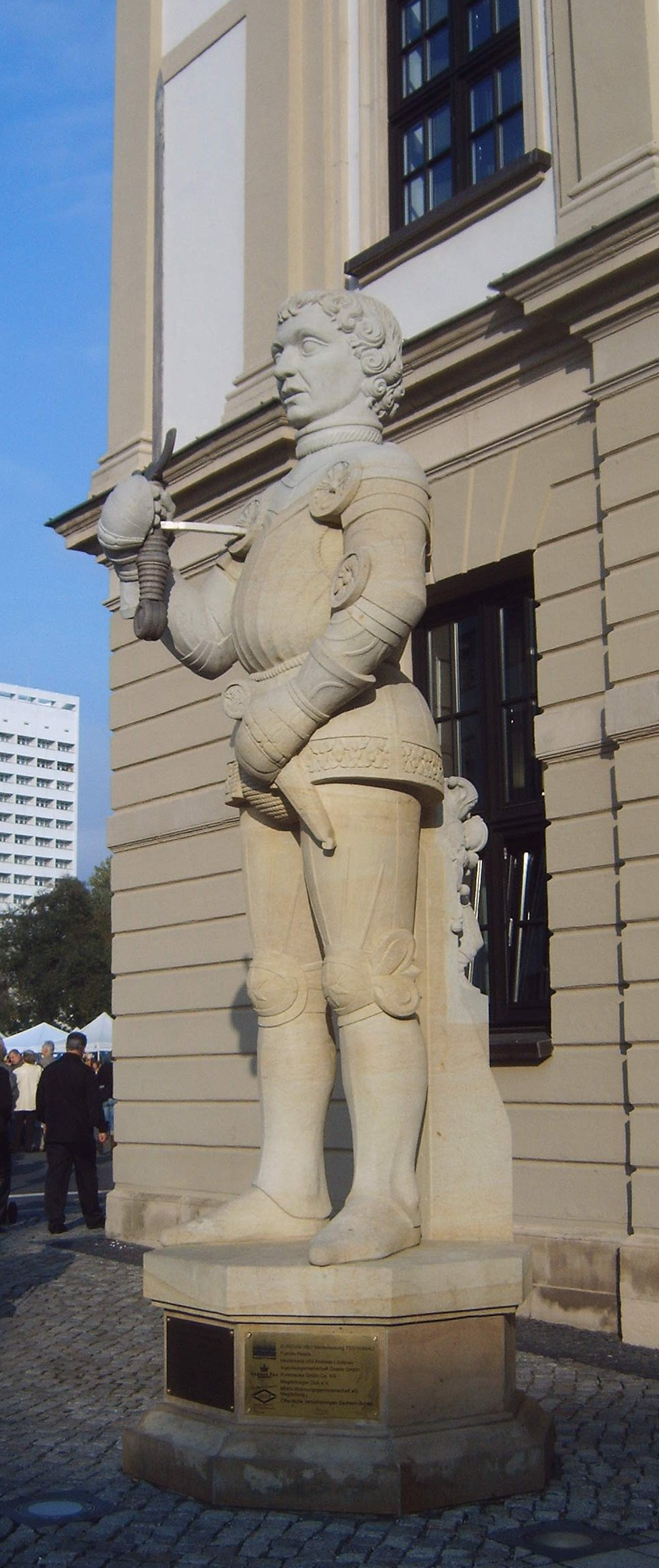
Magdeburger Roland

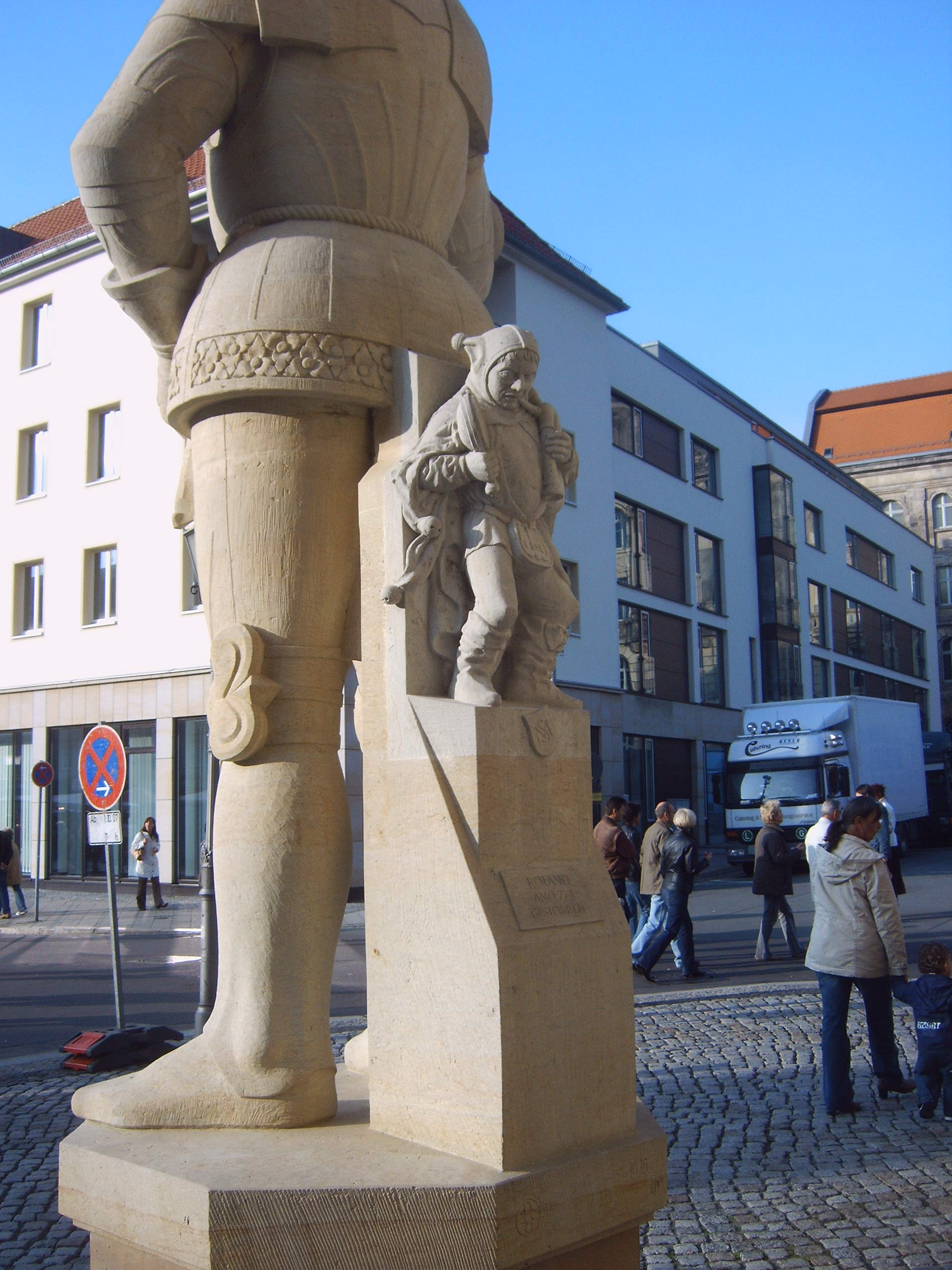
Till Eulenspiegel an der Rückseite

Der Magdeburger Roland ist eine Rolandsfigur vor dem Rathaus auf dem Alten Markt in Magdeburg.
Die Tradition der Rolandsfiguren stammt aus dem Mittelalter. Die Figuren symbolisierten die städtischen Freiheiten und die Unabhängigkeit der jeweiligen Stadt.

## Figur
Der jetzige Magdeburger Roland entstand im Jahr 2005 unter der künstlerischen Leitung der Bildhauerin Martina Seffers aus Niederndodeleben, in Zusammenarbeit mit der Paul Schuster GmbH aus Magdeburg. Die 4,80 Meter große Figur wurde aus Cottaer Sandstein geschaffen. Auf der Rückseite des Rolands befindet sich eine kleine Figur Till Eulenspiegels, unter welcher sich die Inschrift Roland ano 778 gestorben befindet. Eulenspiegel, der auch in Magdeburg gewirkt haben soll, konterkariert so das ernste militärische Auftreten des Rolands.

## Geschichte
Die erste urkundliche Erwähnung eines Magdeburger Rolands geht auf das Jahr 1419 zurück. Die Schöppenchronik erwähnt für dieses Jahr, dass ein neuer Roland aufgestellt wurde. 1459 schuf ein Meister Kunze aus Erfurt dann einen steinernen Roland. Dieser wurde 1539 unter Bürgermeister Johannes Scheyring erneuert. Der Standort dieser ersten Figuren befand sich noch an anderer Stelle auf dem Alten Markt, zwischen dem Magdeburger Reiter und dem Haus des Marktmeisters Alter Markt 16.
Vermutlich mit der Erneuerung des Roland, zumindest jedoch vor 1574, wurde der Standort dann zu den etwas höher gelegenen Grundstücken Alter Markt 18 und 19 verlegt. Bei der weitgehenden Zerstörung der Stadt Magdeburg während des Dreißigjährigen Kriegs im Jahr 1631 wurde auch der Roland zerstört. Seine Trümmer waren wohl noch bis 1727 zu erkennen. In diesem Jahr wurde der Alte Markt eingeebnet, erhöht und neu gepflastert. Die Reste des Rolands wurden entfernt. An seinem ehemaligen Standort wurde zur Erinnerung eine Steinplatte gesetzt. Bei der Neupflasterung im Jahr 1904 wurde eine neue Platte mit der Aufschrift Roland 1727 an dieser Stelle platziert. Dieser Rolandstein ist noch heute im Pflaster des Alten Markts zu finden.
Nachdem Magdeburg über zwei Jahrhunderte hinweg keine Rolandfigur mehr hatte, schuf Rudolf Bosselt, Professor an der Kunstgewerbe- und Handwerkerschule Magdeburg, während des Ersten Weltkrieges einen sogenannten Nagelroland. Die 3,75 Meter hohe hölzerne Figur sollte mit Eisennägeln benagelt werden. Für jeden Nagel sollten Spenden für die Hinterbliebenen gefallener Soldaten gesammelt werden. Das Benageln wurde dann aber, um die Figur zu erhalten, nicht durchgeführt.
Die Rolandfigur befand sich im Kaiser-Friedrich-Museum. 1920 trat der als Verein organisierte Denkmalausschuss an die Stadt Magdeburg heran und bat um Übernahme des sich auf 30.000 Mark belaufenden Vereinsvermögens zwecks Überführung in eine selbständige Stiftung, die der Unterstützung von Witwen und Waisen Gefallener bzw. langfristig notleidender Familien dienen sollte. Der Roland selbst sollte im Museum verbleiben bzw. später in einem etwaigen Rathausneubau aufgestellt werden. Die Unterlagen inklusive der Spenderliste sollten in das Stadtarchiv Magdeburg gegeben werden.

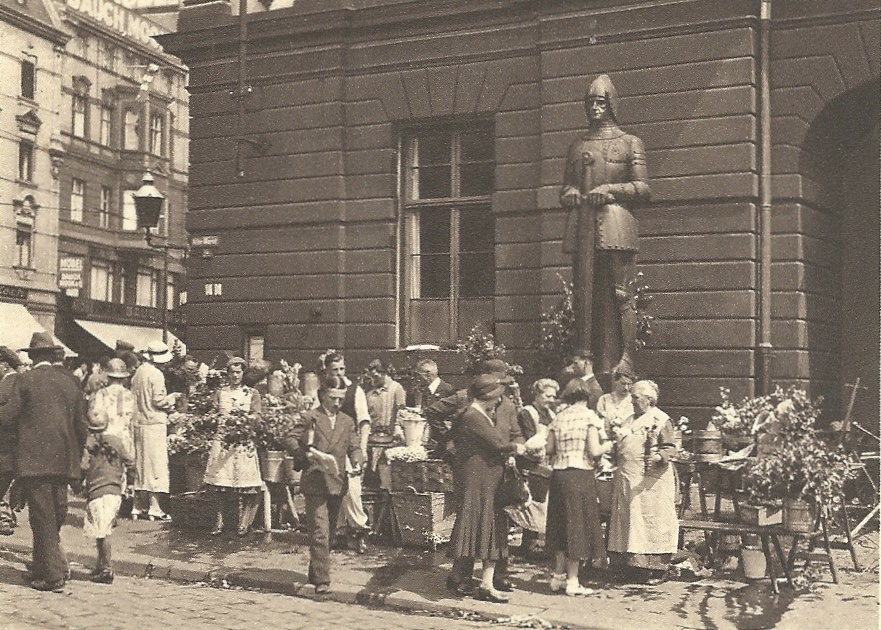
Hölzerner Roland vor dem Rathaus

Im April 1933 wurde dieser hölzerne Roland vor dem Rathaus aufgestellt. Bereits im Dezember 1940 wurde er jedoch, um ihn vor Witterungseinflüssen zu schützen, wieder abgebaut und im städtischen Bauhof gelagert. Nach dem Ende des Zweiten Weltkrieges wurde der Roland wohl im Winter 1945/46 zerhackt und als Brennholz genutzt.
Nach der politischen Wende von 1989 gab es dann Bestrebungen, einen neuen Roland zu schaffen. Das Magdeburger Stadtplanungsamt schrieb 1999 einen künstlerischen Wettbewerb aus. Die hieraus hervorgehenden modernen Rolandentwürfe stießen jedoch auf Kritik. Im Jahr 2004 beschloss der Stadtrat, eine Rolandfigur aufzustellen, die einer Abbildung eines Magdeburger Rolands in der Chronik des Johannes Pomarius des Jahres 1589 entspricht.
Anfang 2005 bildete sich ein Freundeskreis Historischer Roland und sammelte Spendengelder von 75.000 € zur Errichtung der Figur.
Die Figur wurde dann am 23. Dezember 2005 aufgestellt.